# Marek Tęcza
Marek Karol Tęcza (ur. 19 kwietnia 1957) – polski przedsiębiorca, działacz polityczny i samorządowiec, w latach 1998–2002 przewodniczący sejmiku lubelskiego.

## Życiorys
Absolwent II Liceum Ogólnokształcącego w Zamościu (1976) i Wydziału Mechaniki Precyzyjnej Politechniki Warszawskiej (1981). W czasie studiów działał w Związku Socjalistycznej Młodzieży Polskiej i Socjalistycznym Związku Studentów Polskich, gdzie był skarbnikiem okręgu warszawskiego. Jest prezesem zarządu zamojskiej firmy wielobranżowej Energozam, zajmującej się m.in. sprzedażą samochodów i ich przeglądami.
Wieloletni działacz Socjaldemokracji Rzeczypospolitej Polskiej i później Sojuszu Lewicy Demokratycznej. Był przewodniczącym rady wojewódzkiej SdRP od 1990 i w 1993, należał też do rady krajowej SLD. Od 1988 do 1998 zasiadał w zamojskiej radzie miejskiej. W 1989 bezskutecznie kandydował do Sejmu. W 1998 wybrany na radnego sejmiku lubelskiego z listy Sojuszu Lewicy Demokratycznej, objął funkcję jego przewodniczącego. W 2002 uzyskał reelekcję z 7091 głosami, jednak pod koniec grudnia 2002 zrzekł się mandatu, który przypadł Zbigniewowi Typkowi. Później powrócił do pracy w Energozamie. Był także szefem rady okręgowej Stowarzyszenia „Ordynacka”, w 2010 popierając w wyborach na prezydenta Lublina Krzysztofa Żuka.